# バーチの定理
数学において、バーチの定理（英: Birch's theorem）とは、奇数次形式における 0 の表現可能性に関する定理である。定理の名前はブライアン・バーチにちなむ。

## 定理の主張
K を代数体、k, l, n を自然数、r1, . . . ,rk を奇数の自然数とし、f1, . . . ,fk を n 変数で次数がそれぞれ r1, . . . ,rk の K 係数斉次多項式とする。ここで、
{\displaystyle n\geq \psi (r_{1},\ldots ,r_{k},l,K)}
を満たすならば、Kn の l 次元部分ベクトル空間 V が存在して
{\displaystyle f_{1}(x)=\cdots =f_{k}(x)=0,\quad \forall x\in V}
を満たすような、ある数 ψ(r1, . . . ,rk,l,K) が存在する。

## 注意
定理の証明は形式 f1, . . . ,fk の最大次数についての帰納法による。証明に本質的なのは定理の次の特別な場合であり、これはハーディ・リトルウッドの円周法 を適用して証明できる： n が十分大きく r が奇数であれば、方程式
{\displaystyle c_{1}x_{1}^{r}+\cdots +c_{n}x_{n}^{r}=0,\quad c_{i}\in \mathbb {Z} ,i=1,\ldots ,n}
は「すべてが 0」ではない整数解 x1, . . . ,xn を持つ。
r が奇数という制限は必要である。なぜならば正定値二次形式のように偶数次形式では、原点でしか 0 の値を取らないことがあるからである。